# Mario Samamé Boggio
Mario Samamé Boggio (Ferreñafe, 6 de septiembre de 1910-Lima, 22 de septiembre de 1994) fue un ingeniero de minas, catedrático universitario, escritor y político peruano. Historiador de la minería en el Perú. Ministro de Energía y Minas durante el primer gobierno de Alan García (1989-1990).

## Biografía
Hijo de Francisco Samamé Cáceres y Rosa Boggio Lara. Nacido en Ferreñafe, tenía tres años de edad cuando sus padres se trasladaron a Chiclayo, donde cursó su educación primaria. En 1922 empezó su educación secundaria en el Colegio Nacional San José de dicha ciudad. En 1924 se trasladó a Lima, donde culminó sus estudios escolares en el célebre Colegio Guadalupe de Lima.
En 1927 ingresó a la Escuela Nacional de Ingenieros de Lima, para estudiar las especialidades de Minas y Construcciones Civiles. En 1928 ingresó a la Facultad de Ciencias de la Universidad Mayor de San Marcos. Distribuyó su tiempo para asistir a ambos centros de estudios, en los cuales destacó como brillante alumno. Era la época durante la cual el mundo universitario estaba conmocionado con los reclamos de la reforma universitaria, en los que Samamé se involucró activamente como dirigente estudiantil.
En San Marcos se graduó de doctor en Ciencias Matemáticas, con su tesis sobre «Ecuaciones universales de la Dinámica, deducidas de una ecuación vectorial» (1932). Pero no pudo culminar sus estudios en la Escuela de Ingenieros de Lima (cuyo director era entonces José Balta Paz), al ser expulsado por tomar parte en una huelga y una toma del local en reclamo de la autonomía de dicho centro de estudios (que dependía del Ministerio de Fomento). Pasó entonces a Santiago de Chile, para estudiar en la Facultad de Ingeniería de la Universidad de Chile, donde se tituló de Ingeniero Civil y de Minas (1932).
De regreso al Perú, sus servicios profesionales fueron contratados sucesivamente por la Compañía de Minas de Huarón (1934-1937), la Compañía Minera Atacocha (1938-1940), la Compañía Aurífera Saramarca (1941-1942), el sindicato Minero de Parcoy (1943) y el Consorcio Minero del Perú (1944-1946).
Luego se volcó a la docencia universitaria, como catedrático de Matemáticas Superiores en la Universidad de San Marcos (1946-1949); y como profesor de Economía Minera y jefe del departamento de Minas de la Escuela Nacional de Ingenieros (1946-1970). Al convertirse esta en la Universidad Nacional de Ingeniería, fue nombrado decano de su Facultad de Minería (1956-1961) y su rector (1961-1966). En tal calidad, dotó a dicha casa de estudios con un Instituto de Matemáticas Superiores, el Colegio Politécnico y el departamento de Extensión Cultural. Ejerció además la presidencia del Consejo Interuniversitario (1961-1964).
De manera simultánea a su labor docente, fue director de minería del Ministerio de Fomento y Obras Públicas del Perú (1949-1951); vocal del Consejo Superior de Minería representando a la Escuela Nacional de Ingenieros; presidente de la comisión redactora del Código de Minería promulgado en 1950, en el gobierno de Manuel A. Odría; miembro del Consejo Superior de la Pequeña Minería (1945-1969); presidente del Instituto Nacional de Normas Técnicas (1961-1965); presidente de la Comisión Panamericana de Normas Técnicas (1965-1968); Director Ejecutivo del Consejo Nacional de la Universidad Peruana (1968-1975); presidente del Consejo Nacional de Investigación, hoy CONCYTEC (1975-1978), y como tal fue miembro del Consejo Interamericano de Ciencia y Tecnología, CICYT, organismo de la Organización de Estados Americanos, OEA (1977-1980). Fue también presidente del Instituto Geológico, Minero y Metalúrgico, INGEMMET (1979-1989). Su fama trascendió fronteras, y en 1980 fue elegido presidente de la CICYT.
Como político, fundó el Partido Unión del Pueblo Peruano (UPP), que lanzó su candidatura a la presidencia de la República, en las elecciones generales de 1963 en las que a la postre triunfó el arquitecto Fernando Belaúnde Terry. Y en las postrimerías del primer gobierno de Alan García Pérez, fue ministro de Energía y Minas (1989-1990).
Fue miembro de la Academia Nacional de Ciencias, la Sociedad Geológica del Perú, la Sociedad Matemática Peruana y la Sociedad de Astronomía.
Fue director del Boletín de la Sociedad Nacional de Minería; y de la Revista Minería.
En el ámbito privado, fundó empresas como la Compañía Minera Palca, y Maestranza General S. A.
Dictó conferencias y visitó numerosas universidades en Europa y Estados Unidos. Recibió condecoraciones de los gobiernos del Perú, Francia, Chile y Polonia.

## Publicaciones
- Contribución de la Escuela Nacional de Ingenieros al país (Lima 1960)[1]
- La enseñanza de la ingeniería en el Perú. En «Minería» (Lima 1959)[1]
- El progreso de la minería en el siglo XX. En «Visión del Perú en el siglo XIX» (Lima 1962, tomo I).[1]
- Revolución por la educación (1969)[2]
- Minería peruana (1972-1974), en dos volúmenes.[2]
- El Perú minero (1980-1983), monumental obra en dieciocho volúmenes, donde aborda los aspectos geográficos, históricos, económicos y técnicos de la minería desarrollada en el Perú.[2]